# 沃羅納鄉 (博托沙尼縣)
47°36′N 26°38′E / 47.600°N 26.633°E
沃羅納鄉（羅馬尼亞語：Comuna Vorona, Botoșani），是羅馬尼亞的鄉份，位於該國東北部，由博托沙尼縣負責管轄，面積83平方公里，海拔高度265米，2007年人口8,097，人口密度每平方公里98人。